# Tamimou Ouorou
Tamimou Ouorou (Cotonou, 3 maggio 2003) è un calciatore beninese, difensore dell'Hatta Club e della nazionale beninese.

## Carriera

### Club
Ouorou è cresciuto nell'ASPAC e nel 2022 è stato acqusitato dai georgiani del Gagra, con cui ha debuttato il 14 agosto nell'incontro di Erovnuli Liga vinto 2-0 contro la Lok’omot’ivi Tbilisi.
Rimasto svincolato a fine anno, nel 2023 ha firmato con l'Hatta Club, club della prima divisione degli Emirati Arabi Uniti.

### Nazionale
Ha giocato nella nazionale beninese Under-20.
Ha debuttato con la nazionale beninese il 14 ottobre 2023 nell'amichevole pareggiata 1-1 contro la Sierra Leone.

## Statistiche

### Cronologia presenze e reti in nazionale
| Cronologia completa delle presenze e delle reti in nazionale ― Benin | Cronologia completa delle presenze e delle reti in nazionale ― Benin | Cronologia completa delle presenze e delle reti in nazionale ― Benin | Cronologia completa delle presenze e delle reti in nazionale ― Benin | Cronologia completa delle presenze e delle reti in nazionale ― Benin | Cronologia completa delle presenze e delle reti in nazionale ― Benin | Cronologia completa delle presenze e delle reti in nazionale ― Benin | Cronologia completa delle presenze e delle reti in nazionale ― Benin |
| Data                                                                 | Città                                                                | In casa                                                              | Risultato                                                            | Ospiti                                                               | Competizione                                                         | Reti                                                                 | Note                                                                 |
| -------------------------------------------------------------------- | -------------------------------------------------------------------- | -------------------------------------------------------------------- | -------------------------------------------------------------------- | -------------------------------------------------------------------- | -------------------------------------------------------------------- | -------------------------------------------------------------------- | -------------------------------------------------------------------- |
| 14-10-2023                                                           | Khouribga                                                            | Benin                                                                | 1 – 1                                                                | Sierra Leone                                                         | Amichevole                                                           | -                                                                    | 57’                                                                  |
| 14-11-2024                                                           | Abidjan                                                              | Benin                                                                | 1 – 1                                                                | Nigeria                                                              | Qual. Coppa d'Africa 2025                                            | -                                                                    |                                                                      |
| 18-11-2024                                                           | Tripoli                                                              | Libia                                                                | 0 – 0                                                                | Benin                                                                | Qual. Coppa d'Africa 2025                                            | -                                                                    | 75’                                                                  |
| 20-3-2025                                                            | Harare                                                               | Zimbabwe                                                             | 2 – 2                                                                | Benin                                                                | Qual. Mondiali 2026                                                  | -                                                                    | 46’                                                                  |
| 25-3-2025                                                            | Abidjan                                                              | Benin                                                                | 0 – 2                                                                | Sudafrica                                                            | Qual. Mondiali 2026                                                  | -                                                                    |                                                                      |
| 9-6-2025                                                             | Fès                                                                  | Marocco                                                              | 1 – 0                                                                | Benin                                                                | Amichevole                                                           | -                                                                    |                                                                      |
| Totale                                                               |                                                                      | Presenze                                                             | 6                                                                    |                                                                      | Reti                                                                 | 0                                                                    |                                                                      |